# Бучино (Свердловская область)
Бучино — деревня в Свердловской области, входящая в Артёмовский муниципальный округ. Управляется Мироновской сельской администрацией.

## География
Деревня располагается на левом берегу реки Реж в 19 километрах на юго-запад от города Артёмовский.

### Часовой пояс
Бучино, как и вся Свердловская область, находится в часовой зоне МСК+2. Смещение применяемого времени относительно UTC составляет +5:00.

## Население
| 2002 | 2010 | 2021 |
| ---- | ---- | ---- |
| 28   | ↘27  | ↘26  |

## Инфраструктура
В деревне располагается две улицы: Свердлова и Свободы.